# Masters of Doom
Masters of Doom: How Two Guys Create an Empire and Transformed Pop Culture es un libro de 2003 escrito por David Kushner acerca de la empresa de videojuegos id Software y su influencia en la cultura popular, centrándose principalmente en sus cofundadores John Carmack y John Romero.
Tras su lanzamiento, Masters of Doom recibió reseñas positivas de los críticos y ha sido incluido en numerosas listas de los mejores libros de videojuegos. El libro luego influiría en Palmer Luckey para establecer la empresa tecnológica Oculus VR. En 2019, se anunció que USA Network dio luz verde a un episodio piloto de una potencial serie de televisión basada en el libro.

## Antecedentes
David Kushner fue un colaborador de algunos medios de comunicación como The New York Times, Rolling Stone y Wired. Siendo su primer libro, Kushner pasó cinco años investigando. Se mudó a Dallas, Texas para realizar las entrevistas con las personas relacionadas, cuya duración se extendió hasta altas horas de la noche.

## Contenido
El libro describe las respectivas infancias de los "Dos Johns", su primera reunión en Softdisk en 1989 y la eventual fundación de su propia empresa, id Software. Analiza en detalle los primeros éxitos de la empresa, los populares e innovadores videojuegos Commander Keen y Wolfenstein 3D , así como las nuevas alturas que la compañía alcanzó con Doom, lo que le otorgó a la empresa un éxito, fama y notoriedad sin precedentes. También analiza el siguiente proyecto de id, Quake, así como las secuelas de la salida de Romero de la empresa y la fundación (y el eventual colapso) de Ion Storm, su nuevo estudio de desarrollo de videojuegos. Kushner también describe la nueva cultura gamer creada por Doom y su impacto en la sociedad.
Si bien los videojuegos en sí se discuten en detalle, el enfoque principal de Kushner está en la dinámica de trabajo y las personalidades que permitieron su creación. Describe a Carmack y Romero como las fuerzas impulsoras de id Software, pero con personalidades muy diferentes: se presenta a Romero con una creatividad desenfrenada y una habilidad considerable, pero pierde el foco cuando el espectacular éxito de los videojuegos le permite adoptar un estilo similar a una estrella de rock. Carmack, por otro lado, se presenta como un introvertido, cuyas habilidades de programación incomparables son la columna vertebral de id Software, lo que permite a la empresa crear videojuegos extremadamente sofisticados. Sin embargo, tiene poco interés (o incluso comprensión) de las sutilezas sociales que permiten a las personas disfrutar trabajar juntas.
Gran parte del libro se concentra en esta dinámica. Si bien los dos hombres inicialmente se complementan bien, eventualmente se desarrollan conflictos, lo que lleva a Romero a ser despedido de la compañía. Carmack, el creador hábil de los complicados y rápidos motores de videojuego que usan los productos de la empresa, es referido en repetidas ocasiones como la única persona en la empresa que no es prescindible, y esto le da un gran grado de autoridad e influencia. Sin embargo, esta influencia transforma a id Software en un lugar de trabajo considerablemente menos agradable y divertido y hace que los videojuegos de la compañía sean cada vez más repetitivos, a pesar de su sofisticación tecnológica. Romero está en el extremo opuesto del espectro; su empresa, Ion Storm, pretende ser un lugar muy divertido para trabajar, donde "el diseño [del videojuego] es ley" y que la tecnología debe crearse para hacer realidad la visión del diseñador, no al revés. Sin embargo, su falta de gestión y enfoque organizacional conduce a resultados pobres y financieramente desastrosos.
Aunque Kushner adopta una narrativa de novela, Masters of Doom es una obra de periodismo. Según las notas de Kushner en el libro, se basa en cientos de entrevistas realizadas durante un período de seis años. Kushner fue uno de los primeros participantes en el campo del periodismo de videojuegos, y recicló algunos de sus propios informes originales en el libro.

## Publicación
Masters of Doom: How Two Guys Created an Empire and Transformed Pop Culture fue publicado por primera vez en mayo de 2003 por Random House en tapa dura y en forma de libro electrónico. Random House lanzó un extracto del libro antes de su lanzamiento.

## Recepción de la crítica
Seth Mnookin de The New York Times describió el libro por su ritmo y detalles, calificándolo de «una historia social impresionante y hábil». Jeff Jensen de Entertainment Weekly le dio una calificación de "B". El colaborador del sitio web Salon Wagner James Au declaró que el libro era "excelente", aunque criticó a David Kushner por dar demasiado crédito a Catacomb 3-D en términos de mérito técnico en comparación con Ultima Underworld. Thomas L. McDonald de Maximum PC ofreció elogios por su prosa y su representación de los temas. Edge describió el libro como un drama griego sin el pathos, y agregó que la historia era «una historia de advertencia sobre las relaciones en la industria de los videojuegos». Charles Ardai de Computer Gaming World lo describió como «torpemente escrito pero no por ello menos convincente». Hardcore Gaming 101 consideró que el libro era «una lectura muy entretenida y bastante informativa». Scott Juster de PopMatters elogió la extensa investigación y entrevistas de Kushner sobre Carmack y Romero. Desde su lanzamiento, el libro ha sido incluido en varias listas de "mejores libros de videojuegos".

### Influencia
Palmer Luckey, fundador de la empresa de tecnología Oculus VR, se interesó por primera vez en la realidad virtual después de leer Masters of Doom. Más tarde, John Carmack dejaría id Software en 2013 para trabajar para Oculus como su director de tecnología.

## Demanda judicial
En 2005, el ex director ejecutivo de Ion Storm Michael Wilson demandó a la editorial Random House Inc., alegando que el libro hizo acusaciones falsas en contra de él haciendo un trato comercial dudoso para comprar un BMW con fondos de la empresa. Wilson solicitó 50 millones de dólares en daños, con consecuentes daños punitivos del editor. Un portavoz de Random House emitió un comunicado anunciando el apoyo de la editorial a David Kushner.

## Adaptación
Los planes para adaptar el libro se concibieron por primera vez en 2005, cuando se anunció que el productor Naren Shankar estaba planeando un telefilme para Showtime basada en la historia. La película nunca se materializó más allá del anuncio inicial.
En junio de 2019, USA Network dio luz verde a un episodio piloto de una potencial serie de televisión basada en el libro, que será escrito y producido por Tom Bissell bajo la productora Ramona Films de James y Dave Franco. Se espera que la serie, si continúa, sea una serie de antología. La serie contará con Eduardo Franco como Romero, Patrick Gibson como Carmack, y también estará protagonizada por John Karna, Jane Ackermann, Siobhan Williams y Peter Friedman, con la dirección de Rhys Thomas.